# Pustomyty (huyện)
Huyện Pustomyty (tiếng Ukraina: Пустомитівський район, chuyển tự: Pustomytys’kyi raion) là một huyện của tỉnh Lviv thuộc Ukraina. Huyện Pustomyty có diện tích 948 km², dân số theo điều tra dân số ngày 5 tháng 12 năm 2001 là 111872 người với mật độ 118 người/km2. Trung tâm huyện nằm ở Pustomyty.